# 연애의 온도
《연애의 온도》는 2013년에 개봉한 대한민국의 로맨틱 코미디 영화이다.

## 줄거리
같은 은행에 계장과 대리로 근무하는 동희(이민기 분)와 영(김민희 분)은 회사 동료들에게는 비밀로 한 채 사랑을 나누던 사이었으나 결별을 하고, 회식 자리에서 이 사실이 알려지면서 동료들의 공분을 산다.

## 캐스팅
- 이민기 - 이동희 역
- 김민희 - 장영 역
- 최무성 - 김 과장 역
- 라미란 - 손 차장 역
- 하연수 - 효선 역
- 이문정 - 미스 최 역
- 김강현 - 박 계장 역
- 최귀화 - 손 차장 신랑 역
- 박병은 - 민 차장 역
- 윤경희 - 인턴 역
- 정종렬 - 고객 아저씨 역
- 문창길 - 점장 역
- 신연숙 - 영의 엄마 역
- 서지승 - 정은 역
- 이익준 - 남자 은행원 1 역
- 이진혁 - 남자 은행원 2 역
- 최재호 - 남자 은행원 3 역
- 김선희 - 여자 은행원 2 역
- 권유진 - 여자 은행원 3 역
- 유혜련 - 여자 은행원 4 역
- 김문종 - 청원경찰 역
- 공호석 - 손 차장 부 역
- 김자영 - 손 차장 모 역
- 한영수 - 손 차장 동생 역
- 박팔영 - 손 차장 주례 / 약사 역
- 태인호 - 강사 역
- 박지은 - 이동통신 직원 역
- 김미야 - 김 과장 부인 역
- 박진영 - 택시기사 2 역
- 김태현 - 워크샵 임원 역
- 전정훈 - 다른 지점 간부 역
- 이경헌 - 술집 점원 역
- 김소라 - 매표소 여직원 역
- 현정애 - 분식집 아줌마 역
- 지은 - 이동통신 직원 역
- 이지혁 - 워크샵 남직원 역
- 안명주 - 병원 직원 역
- 신정윤 - 다른 지점 직원 역

## OST
연애의 온도 OST에는 다음과 같은 곡이 있다.
| 곡명                  |
| --------------------- |
| - 연애의 온도 Opening |
| - 난투극              |
| - 택배전쟁            |